# Monteynard
Monteynard ist eine französische Gemeinde mit 500 Einwohnern (Stand: 1. Januar 2022) im Département Isère in der Region Auvergne-Rhône-Alpes (vor 2016 Rhône-Alpes). Sie gehört zum Arrondissement Grenoble und zum Kanton Matheysine-Trièves. Die Einwohner werden Monteynardois genannt.

## Geographie
Die Gemeinde Monteynard liegt etwa 24 Kilometer südsüdöstlich von Grenoble am Drac, der hier zum Lac de Monteynard-Avignonet (auch: Lac de Notre-Dame-de-Commiers) aufgestaut wird (Monteynard-Talsperre). Umgeben wird Monteynard von den Nachbargemeinden Notre-Dame-de-Commiers im Norden, Notre-Dame-de-Vaulx im Nordosten, La Motte-Saint-Martin im Osten und Südosten, Avignonet im Süden sowie Saint-Martin-de-la-Cluze im Westen.

## Bevölkerungsentwicklung
| Jahr                       | 1962 | 1968 | 1975 | 1982 | 1990 | 1999 | 2006 | 2012 | 2021 |
| -------------------------- | ---- | ---- | ---- | ---- | ---- | ---- | ---- | ---- | ---- |
| Einwohner                  | 307  | 174  | 154  | 244  | 330  | 402  | 452  | 496  | 498  |
| Quellen: Cassini und INSEE |      |      |      |      |      |      |      |      |      |

## Sehenswürdigkeiten
- Kirche Sainte-Agnès
- Burg Monteynard aus dem 12. Jahrhundert
- Staumauer Monteynard-Avignonet
- Brücke Clapisse-Avignonet oberhalb der Staumauer

|  |  |